# Cantone di Santa Clara
Il cantone di Santa Clara è un cantone dell'Ecuador che si trova nella provincia del Pastaza.
Il capoluogo del cantone è Santa Clara.